# Jalen Crutcher
Jalen Crutcher, né le 18 juillet 1999 à Memphis dans le Tennessee, est un joueur américain de basket-ball mesurant 1,85 m et évoluant au poste de meneur.

## Biographie

### Carrière professionnelle

#### Pelicans de La Nouvelle-Orléans (février 2024 et février 2025)
En février 2024, il signe un contrat de 10 jours avec les Pelicans de La Nouvelle-Orléans.
Fin février 2025, il s'engage à nouveau avec les Pelicans de La Nouvelle-Orléans, cette fois-ci sous la format d'un contrat two-way. Il est coupé début mars 2025 sans avoir évolué avec les Pelicans.

## Palmarès et distinctions personnelles

### Universitaire
- 2× First-team All-Atlantic 10 (2020, 2021)
- Third-team All-Atlantic 10 (2019)
- Atlantic 10 All-Rookie Team (2018)

## Statistiques

### Universitaires
| Saison    | Équipe   | Matchs | Titul. | Min./m | % Tir | % 3pts | % LF | Rbds/m. | Pass/m. | Int/m. | Ctr/m. | Pts/m. |
| --------- | -------- | ------ | ------ | ------ | ----- | ------ | ---- | ------- | ------- | ------ | ------ | ------ |
| 2017-2018 | Dayton   | 31     | 22     | 31.2   | .412  | .338   | .681 | 3.1     | 4.4     | 1.0    | .1     | 9.2    |
| 2018-2019 | Dayton   | 33     | 32     | 36.5   | .419  | .363   | .707 | 4.0     | 5.7     | .9     | .1     | 13.2   |
| 2019-2020 | Dayton   | 30     | 30     | 33.6   | .468  | .424   | .869 | 3.2     | 4.9     | .8     | .1     | 15.1   |
| 2020-2021 | Dayton   | 24     | 24     | 38.1   | .463  | .372   | .763 | 3.5     | 4.8     | .8     | .0     | 17.6   |
| Carrière  | Carrière | 118    | 108    | 34.7   | .441  | .375   | .769 | 3.5     | 4.9     | .9     | .1     | 13.5   |